# Pérou aux Jeux sud-américains
 (juin 2025).
Si vous disposez d'ouvrages ou d'articles de référence ou si vous connaissez des sites web de qualité traitant du thème abordé ici, merci de compléter l'article en donnant les références utiles à sa vérifiabilité et en les liant à la section « Notes et références ».
Le Pérou fait partie des nations ayant participé à tous les Jeux sud-américains depuis leur  première édition en 1978. Il a accueilli la quatrième édition des Jeux en 1990.